# Эссе, Ромен
Ромен Джой Куаку Эссе (англ. Romain Joy Kouakou Esse; родился 13 мая 2005, Лондон, Англия) — английский футболист, полузащитник клуба «Кристал Пэлас».

## Клубная карьера
Воспитанник «Миллуолла», 26 декабря 2022 года Ромен Эссе дебютировал за основную команду клуба, выйдя на замену в матче Чемпионшипа против «Уотфорда». 5 августа 2023 года забил свой первый гол в профессиональной карьере в матче чемпионата против «Мидлсбро».
18 января 2025 года Эссе перешёл в клуб «Кристал Пэлас». 26 января 2025 года Ромен дебютировал за новую команду, выйдя на замену и забив гол в матче Премьер-лиги против «Брентфорда».

## Карьера в сборной
Выступал за сборные Англии до 18, до 19 и до 20 лет.

## Достижения
«Кристал Пэлас»
- Обладатель Кубка Англии: 2024/25
- Обладатель Суперкубка Англии: 2025